# Асалнай
Асална́й (лит. Asalnai) — озеро в восточной части Литвы, расположенное на территории национального парка Аукштайтия. Находится в 5 км к западу от Игналины. Лежит на высоте 138,1 метров.
Озеро имеет сложную неправильную форму. На западе протока Асальникщяй соединяет Асалнай с озером Асальникштис. Длина озера — 4,8 км, максимальная ширина — 1,7 км, площадь — 335 га. По другим сведениям, площадь водной поверхности 2,63 км².
Береговая линия очень извилистая, её длина составляет 14,74 км, по другим данным — 19,5 км. Максимальная глубина озера составляет 33 метра, средняя — 10 метров. По северным берегам растут сосновые леса.
В северо-западном направлении Асалнай соединяется с озером Линкменас, на юго-востоке — с озером Лушяй.